# Zespół Noonan

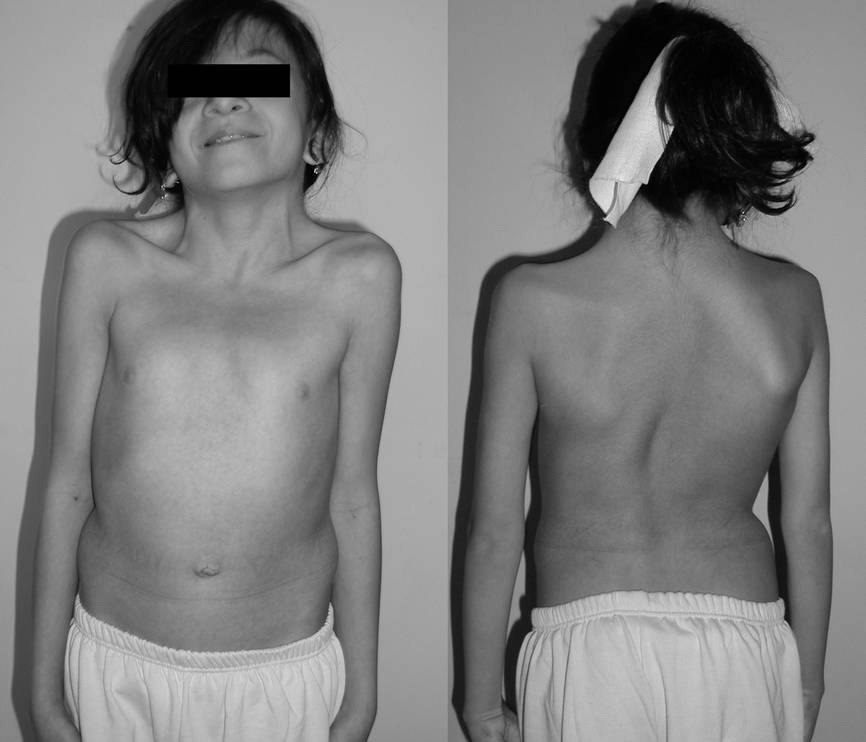
12-letnia dziewczynka z zespołem Noonan: wyraźnie zaznaczona płetwista szyja, lekko zaznaczona dysmorfia twarzy i towarzyszące skrzywienie kręgosłupa

Zespół Noonan (ang. Noonan syndrome, NS) – genetycznie uwarunkowany zespół wad wrodzonych dziedziczony autosomalnie dominująco, charakteryzujący się niskorosłością, wadami rozwojowymi twarzoczaszki i serca, nieprawidłowościami hematologicznymi, wnętrostwem u chłopców i niekiedy niepełnosprawnością intelektualną.

## Epidemiologia
Częstość tego zespołu ocenia się na 1:1000 do 1:2500 żywych urodzeń.

## Objawy kliniczne
Charakterystyczne cechy fenotypowe zespołu Noonan to:
- charakterystyczne cechy dysmorficzne twarzy: hiperteloryzm, skośne ku dołowi ustawienie szpar powiekowych, ptoza, nisko osadzone uszy z pogrubiałym obrąbkiem, szeroka krótka szyja, czasem z cechami płetwistości
- zwykle jasnoniebieski kolor tęczówek
- niskorosłość
- wady układu sercowo-naczyniowego (szczególnie zwężenie zastawki tętnicy płucnej)
- deformacje mostka (klatka piersiowa szewska albo kurza)
- koślawość łokci
- skolioza
- wady kręgów (półkręgi)
- wady żeber
- skłonność do wybroczyn, zaburzenia krzepliwości krwi
- zaburzenia układu limfatycznego
- niedosłuch, głuchota
- wady nerek
- u chłopców wnętrostwo.

Niepełnosprawność intelektualna występuje rzadko – w około 30% przypadków i jest głównie stopnia lekkiego.

## Etiologia
Podłożem zespołu Noonan są mutacje w genach PTPN11 (zespół Noonan typu 1, locus 12q24.1), KRAS (zespół Noonan typu 3, locus 12 p12.1) oraz SOS1 (zespół Noonan typu 4, locus 2 p22-p21). Produkty tych genów biorą udział w szlaku sygnałowym RAS/MAPK. Mutacje identyfikowane w powyższych genach powodują nadmierną aktywność białkowych produktów tych genów.

## Diagnostyka różnicowa
W diagnostyce różnicowej zespołu Noonan należy przede wszystkim uwzględnić zespół Turnera. Fenotypy obu zespołów są niezwykle podobne; znaczenie rozstrzygające ma badanie kariotypu (należy pamiętać o możliwości mozaicyzmu względem ilości chromosomów X w komórkach).
Ponadto, znanych jest szereg rzadkich albo bardzo rzadkich zespołów wad wrodzonych, których obraz kliniczny może przypominać zespół Noonan. Niektóre z nich to:
- zespół sercowo-twarzowo-skórny (cardiofaciocutaneous syndrome, OMIM#115150)
- zespół Costello (zespół twarzowo-skórno-szkieletowy, OMIM#218040)
- zespół Williamsa (zespół Williamsa-Beurena, OMIM#194050)
- płodowy zespół alkoholowy (FAS)
- trisomia 8p
- trisomia 22
- zespół 18p
- zespół Aarskoga (OMIM#305400)
- zespół mnogich płetwistości (zespół Escobara, multiple pterygium syndrome, Escobar syndrome, OMIM#265000)
- zespół Baraitsera-Wintera (OMIM 243310).

## Leczenie
Nie ma jak dotąd metody leczenia przyczynowego zespołu Noonan. W przypadku niskorosłości rozważa się leczenie hormonem wzrostu, jednak ocena skuteczności takiej terapii wymaga badań na większych grupach pacjentów.

## Historia

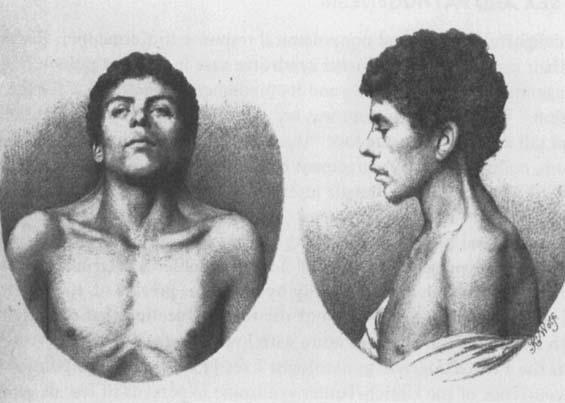
Ilustracja z artykułu Kobylińskiego, przedstawiająca pacjenta Leisara Eischikmanna. Jest to przypuszczalnie najstarsze przedstawienie zespołu Noonan w literaturze medycznej

Pierwszy opis pacjenta z cechami fenotypowymi zespołu Noonan pozostawił w 1883 roku polski student medycyny z Uniwersytetu w Dorpacie Oskar Kobyliński na łamach „Archiv für Anthropologie”. Krótki opis przypadku pacjenta z infekcją płuc i charakterystyczną płetwistością szyi (uważaną wówczas za atawizm) był ilustrowany zdjęciem, które w analizie Opitza i Pallistera blisko sto lat później potwierdziło rozpoznanie zespołu Noonan. Podobne doniesienie autorstwa Weissenberga pochodzi z 1928 roku. Opisanie monosomii chromosomu X przez Henry’ego Turnera w 1938 roku sprawiło, że wiele przypadków zespołu zostało mylnie rozpoznanych jako zespół Turnera. Dopiero w latach 60. Jacqueline Anne Noonan, amerykańska pediatra i kardiolog dziecięcy, opisała nową jednostkę chorobową. Zauważyła ona, że dzieci obydwu płci z rzadką wrodzoną wadą serca, zwężeniem zastawki tętnicy płucnej, często mają charakterystyczne cechy wyglądu, obejmujące niski wzrost, płetwistą szyję, szeroko rozstawione oczy i nisko osadzone uszy – uderzająco przypominając dzieci z zespołem Turnera. Mimo niekiedy rodzinnego występowania tego zestawu cech, kariotypy pacjentów wydawały się być prawidłowe. Noonan podsumowała swoje badania u 833 pacjentów pediatrycznych kliniki kardiologicznej i w pracy z 1962 roku opisała 9 przypadków dzieci z wrodzonymi wadami serca, charakterystycznymi cechami dysmorfii twarzy i deformacjami mostka. Jako pierwszy terminu zespołu Noonan użył dr John Marius Opitz, jej były student. W 1971 roku na Sympozjum Wad Sercowo-Naczyniowych termin ten został przyjęty i używany jest do dziś.
W pracy przeglądowej o zespole Noonan Cole zauważył, że kowal na obrazie Among Those Left Ivana Le Lorraine Albrighta wydaje się mieć cechy fenotypowe zespołu Noonan.